# 亞西努瓦泰 (哈爾科夫州)
49°25′38″N 37°27′0″E / 49.42722°N 37.45000°E
亞西努瓦泰（烏克蘭語：Ясинувате）是位於烏克蘭東部的村莊，由哈爾科夫州伊久姆區的博罗瓦市镇負責管轄。該村始建於1775年，面積0.95平方公里，海拔高度190米，2001年人口53，人口密度每平方公里55.6人。